# سكوت آدامز (كاتب)
سكوت آدامز (بالإنجليزية: Scott Adams)‏ هو كاتب ومهندس وعالم حاسوب أمريكي، ولد في 10 يوليو 1952 في ميامي في الولايات المتحدة.

## وصلات خارجية
- الموقع الرسمي
- سكوت آدامز على موقع إن إن دي بي (الإنجليزية)